# 2016년 남아시아 경기 대회
2016년 남아시아 경기 대회는 2016년 2월 5일부터 2월 16일까지 인도의 구와하티와 실롱에서 열린 대회이다.

## 메달 집계
| 순위 | 국가         | 금메달 | 은메달 | 동메달 | 합계 |
| ---- | ------------ | ------ | ------ | ------ | ---- |
| 1    | 인도         | 228    | 90     | 30     | 308  |
| 2    | 스리랑카     | 25     | 63     | 98     | 186  |
| 3    | 파키스탄     | 12     | 37     | 57     | 106  |
| 4    | 아프가니스탄 | 7      | 9      | 19     | 35   |
| 5    | 방글라데시   | 4      | 15     | 56     | 75   |
| 6    | 네팔         | 3      | 23     | 34     | 60   |
| 7    | 몰디브       | 0      | 2      | 1      | 3    |
| 8    | 부탄         | 0      | 1      | 15     | 16   |

## 같이 보기
- 2010년 남아시아 경기 대회